# Hilda Vukikomoala
Hilda Vukikomoala (geb. 1995) ist eine fidschianische Schachspielerin und trägt den FIDE-Titel einer FIDE-Meisterin der Damen (WFM).
2012, 2014 und 2016 nahm sie mit der fidschianischen Nationalmannschaft der Damen an den Schacholympiaden teil. Sie erzielte dabei aus 29 Wertungspartien 9 Punkte.
2013 wurde ihr für ihre Leistungen beim Zonenturnier Ozeaniens (Asien Zone 3.6) in Nadi (Fidschi) der Titel des FIDE-Meisters der Damen verliehen. Sie wurde damit die erste fidschianische Frau mit einem FIDE-Meistertitel, nach der für Fidschi spielenden Australierin Kieran Lyons.
Im Jahre 2015 wurde sie nationale Meisterin von Fidschi.
Ihre Elo-Zahl beträgt 1430 (Stand: Januar 2018). Sie wird derzeit als inaktiv geführt, da sie länger als ein Jahr keine Wertungspartie gespielt hat. Ihre höchste Elo-Zahl betrug 1461 im Juni 2013.